# Anurophorus laricis
Anurophorus laricis är en urinsektsart som beskrevs av Hercule Nicolet 1842. Anurophorus laricis ingår i släktet Anurophorus och familjen Isotomidae. Arten är reproducerande i Sverige. Inga underarter finns listade i Catalogue of Life.